# Jean-Louis Baudelocque
Jean-Louis Baudelocque, né le 30 novembre 1745 à Heilly en Picardie et mort le 2 mai 1810 à Paris, est un médecin accoucheur et professeur d'obstétrique français. Il est le plus célèbre des médecins accoucheurs de son époque. Auteur de L’art des accouchements, il a fait de l'obstétrique une discipline scientifique.

## Biographie

### Famille

Pelvimètre.

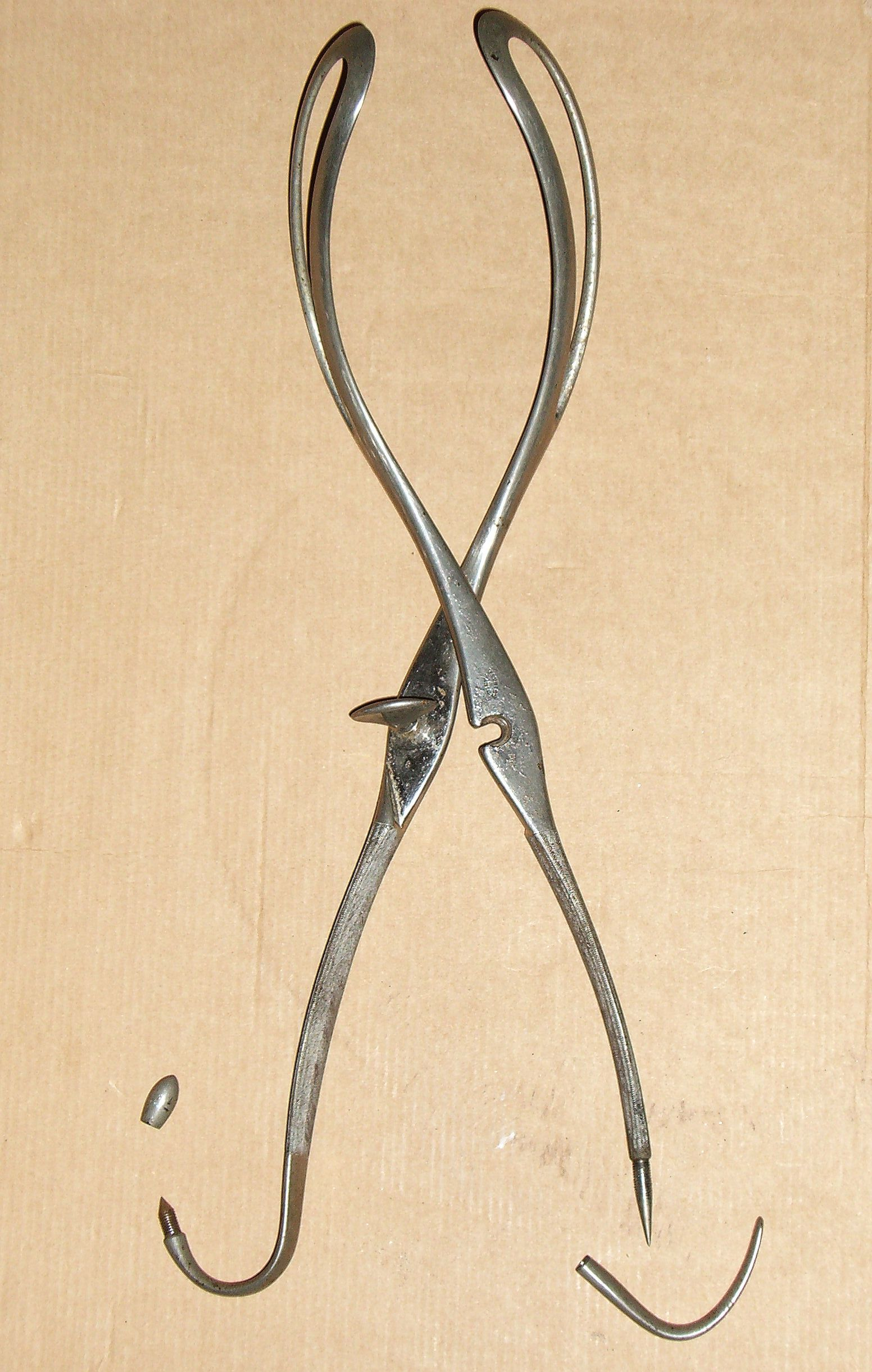
Forceps français de type Levret-Baudelocque (1760–1860).

Baudelocque était le fils de Jean Baptiste Baudelocque, chirurgien, et d'Anne Marguerite Levasseur. Ses frères Félix Honoré (1744-1794) et Jean Baptiste (1749-1800) ont été tous deux médecins. C'est son père qui l'initia à la chirurgie dans les campagnes de Picardie.
Il épousa Andrée de Vulier ou de Rullie le 6 avril 1777, qui mourut le 4 janvier 1787. Il épousa ensuite Marie Catherine Rose Laurent le 14 septembre 1788, le couple eut cinq enfants.

### Carrière professionnelle
Dans la seconde moitié du XVIIIe siècle, la science obstétricale fut renouvelée dans toute l’Europe par des pratiques nouvelles en cas de bassins rétrécis (césarienne, symphyséotomie, naissance prématurée provoquée) et par la mise au point de nouveaux instruments (forceps, leviers). L’enseignement de l’art des accouchements était devenu un enjeu important, parce que de l’idéologie nataliste incitait à ouvrir dans les provinces françaises des cours d’accouchements.

#### Successeur de Solayrès de Renhac
Jean-Louis Baudelocque acheva ses études à Paris à l’Hôpital de la Charité où un maître d’obstétrique réputé, Solayrès de Renhac (1737-1772) officiait. En 1772, après la mort prématurée de Solayrès, à l'âge de 35 ans, Baudelocque recueillit les manuscrits de ses cours et lui succéda dans la charge d'enseignement de l'obstétrique à l'Hôpital de la Charité. Grâce à Baudelocque, l’œuvre de Solayrès a échappé à l'oubli. En 1775, à l’initiative du chirurgien Augier du Fot, démonstrateur d’accouchements à Soissons, il publia, grâce aux manuscrits légués par Solayrès de Renhac, la première édition d’un manuel destiné à l’enseignement des sages-femmes. Cet ouvrage fut publié une seconde fois plus tard sous son seul nom, sous le titre Principes sur l’art des accouchemens par demande et réponses en faveur des élèves sages-femmes. Il connut trois rééditions du vivant de Baudelocque et trois autres posthumes.

#### Maître en chirurgie
En 1776 Baudelocque fut reçu maître en chirurgie par le Collège de chirurgie de Paris, avec une thèse portant sur la symphyséotomie (An in partu propter angustiam pelvis impossibili, symphysis ossium secanda ?) dans laquelle il se montrait défavorable à cette opération barbare, qui consistait à sectionner la symphyse pubienne pour élargir le bassin afin de laisser passer le fœtus. Baudelocque considérait cette opération comme dangereuse et lui préférait la césarienne.
Il publia en 1781 et 1789 les deux premières éditions de son traité savant L’Art des accouchemens en deux tomes. Il devint célèbre pour son forceps, sa pratique de la césarienne et l’invention du pelvimètre, qui permet de mesurer le diamètre antéro-postérieur externe, afin de déterminer les patientes chez lesquelles pourraient être rencontrées des difficultés à l'accouchement.

#### Professeur d'obstétrique
Pendant la Révolution française, les corporations et facultés furent abolies. Les hôpitaux perdirent une partie de leur personnel et de leur financement. Baudelocque réussit cependant à bâtir sa réputation d’accoucheur grâce à une clientèle de ville et à des cours privés d’obstétrique. En 1794, l’ancienne Faculté de médecine fut remplacée par l’École centrale de Santé de Paris, Baudelocque y fut chargé des cours pour les étudiants en médecine et pour les sages-femmes. En octobre 1795, l’Hospice de la Maternité, accueillit pour les femmes pauvres et les filles mères  pour leur accouchement et permit la formation clinique des sages-femmes et des médecins de l’École de Santé. Baudelocque y pratiqua entre 1 700 à 2 000 accouchements par an. En 1798, en plus de son poste de professeur d’obstétrique à l’Ecole de Santé de Paris, il devint chirurgien en chef de la Maternité. 

#### Le procès Sacombe-Baudelocque
Baudelocque a popularisé l'utilisation du forceps, a préconisé la césarienne, et a montré la relation entre l'infection et la stérilité après l'accouchement. Il a fait de l’obstétrique une discipline scientifique.
Il fut mêlé à un retentissant procès qui lui avait été intenté par un médecin accoucheur, Jean François Sacombe, farouche opposant de la césarienne et défenseur des pratiques traditionnelles des sages-femmes. Sacombe, qui s'était érigé en défenseur des sages-femmes, accusant Baudelocque d'infanticide, finit par perdre son procès en 1804 et, par la même occasion, tout sens de la mesure.

#### L'accoucheur des reines d'Europe
En 1802, fut créée l’école de l’Hospice de la Maternité dans laquelle Baudelocque déploya ses talents de pédagogue utilisant des mannequins permettant de s’exercer aux examens et aux manœuvres obstétricales. Il privilégia l’observation sur l’action préférant laisser faire la nature et se servit le moins possible des instruments. 
Occupé par ses multiples charges, il délégua une partie de son autorité à la sage-femme en chef de la Maternité, Marie-Louise Lachapelle (1769-1821) qui assura une partie de l’enseignement des élèves sages-femmes et qu’elle fut autorisée à manier seule le forceps en cas d’accouchement difficile.
Jean-Louis Baudelocque devint le médecin accoucheur des reines d'Espagne, de Hollande, de Naples et de toutes les dames de la cour. Il avait été choisi et retenu d'avance pour mettre au monde l'héritier attendu par Napoléon et l'impératrice Marie-Louise d'Autriche. Mais, frappé de congestion cérébrale, il n'allait pas voir naître le Roi de Rome.

### Décès et inhumation
Jean-Louis Baudelocque mourut le 2 mai 1810, au 16 rue Jacob à Paris (6e), où il demeurait. Il a été inhumé au cimetière de Saint-Sulpice à Vaugirard, puis exhumé pour cause d'expropriation au motif du percement du boulevard Pasteur actuel. Il sera alors inhumé le 17 août 1839 au cimetière du Père-Lachaise (45e division).

## Œuvres et publications
Ses écrits principaux sont : Principes sur l'art des accouchements, par demandes et réponses, en faveur des élèves sages-femmes de la campagne, 1775 et l'Art des accouchements, 1781, souvent réimprimés.
- (la) An in partu propter angustiam pelvis, impossibili, symphysis ossium pubis secanda ? [Theses anatomico-chirurgicae, Parisiis],  M. Lambert (Paris), 1776,Texte intégral.
- Principes sur l'art des accouchemens, par demandes et réponses, en faveur des sages-femmes de la campagne, Méquignon l'Aîné (Paris), 1787, Texte intégral.
- L'Art des accouchemens,nouvelle édition, revue, corrigée et augmentée, Desprez & Méquignon l'ainé (Paris), 1789, 2 vol.:

1. Tome premier, Texte intégral.
2. Tome deuxième, Texte intégral.

## Hommages
Médecin de l'hôpital des Enfants malades, il laissera en 1890 son nom à la clinique Baudelocque. En 1966 sera édifiée la maternité Port-Royal. Les deux fusionnent en 1993 (Paris 14e). Avenue Denfert-Rochereau existe aujourd'hui une école de sages-femmes portant son nom.